# ドラマ・人間
『ドラマ・人間』（ドラマ・にんげん）は、1981年6月29日から同年9月21日までテレビ朝日系列局が編成していたテレビ朝日製作のテレビドラマ放送枠である。編成時間は毎週月曜 20:00 - 20:54 （日本標準時）。
全て実在の事件をベースにしており、当時流行りの実録ドラマに比べ、より真摯に事件を検証し、より人間にフォーカスした番組にすることがコンセプトである。

## 放送作品一覧
| 回 | 放送日 （1981年） | 題名                                        | 制作会社 | 脚本     | 演出             | 主演     |
| -- | ----------------- | ------------------------------------------- | -------- | -------- | ---------------- | -------- |
| 1  | 6月29日           | 名古屋・女子大生誘拐殺人事件                | 東映     | 掛札昌裕 | 佐藤肇           | 夏木陽介 |
| 2  | 7月6日            | 愛・深き淵より                              | 東映     | 高橋玄洋 | 堀川弘通         | 篠田三郎 |
| 3  | 7月13日           | イエスの方舟事件                            | 東映     | 重森孝子 | 佐伯孚治         | 岡田英次 |
| 4  | 7月20日           | 新宿ラブホテル殺人事件・発見された秘密メモ… | 国際放映 | 押川國秋 | 木下亮（監督）   | 松尾嘉代 |
| 5  | 8月10日           | 横浜米軍機墜落事件                          | 東映     | 大原清秀 | 山際永三         | 江守徹   |
| 6  | 8月17日           | 息子よ！母の乳房を撮りなさい                | 国際放映 | 石松愛弘 | 西河克巳         | 小山明子 |
| 7  | 8月31日           | 女結婚サギ師事件                            | 東映     | 中島信昭 | 岡本明久         | 藤木悠   |
| 8  | 9月7日            | 大貫久男氏、1億円拾得事件の真相             | 国際放映 | 長坂秀佳 | 小山幹夫         | 坂上二郎 |
| 9  | 9月14日           | 大阪ニセ夜間金庫殺人事件                    | 東映     | 伊藤俊也 | 館野彰（監督）   | 伊東四朗 |
| 10 | 9月21日           | '81年型説教強盗                             | 国際放映 | 押川国秋 | 村山新治（監督） | 石橋蓮司 |

参考：テレビドラマデータベース

## 主題歌
「悲しみよ河になれ」

作詞・作曲・歌：加藤登紀子

編曲：福井峻

## 再放送
2019年5月よりチャンネルNECOにて全話放送される。全話一挙放送されるのは、本放送の1981年以来の38年ぶりである。